# Dschimken

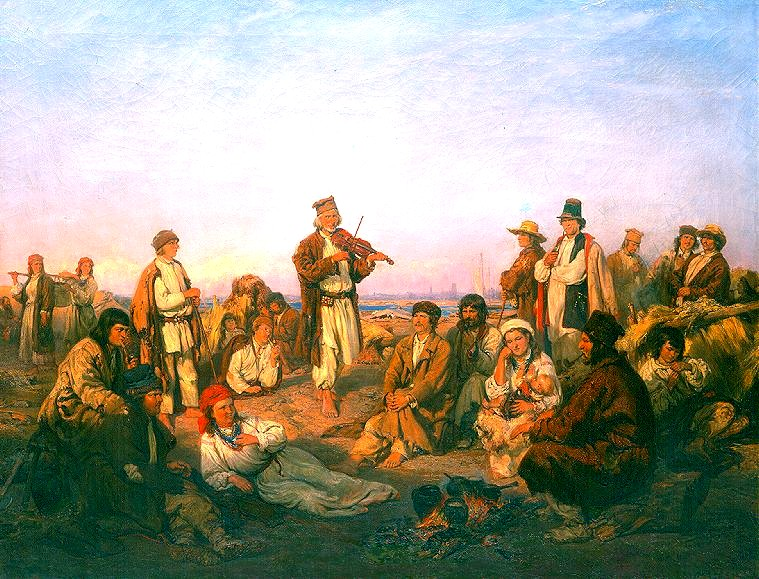
Wilhelm August Stryowski: Die Holzflößer am Weichselufer

Dschimken (im alten Deutschland auch Flissaken genannt) waren polnische Flößer und Schiffsleute in Preußen. In der polnischen Sprache hießen sie auch „flisak“, „flis“ oder „oryl“.

## Beschreibung
Diese Bezeichnung erhielten die Flößer, die auf der Memel, dem Ruß-, dem Atmathstrom oder der Weichsel große Mengen Holzstämme auf Flößen (hier Traften oder Triften genannt) aus Galizien, Russland und Russland-Polen bis zur Ostsee transportierten.
Im Sommer herrschte auf den Flüssen reger Schiffsverkehr. Zwischen Personen- und Frachtdampfern schlängelten sich langsam die großen Flöße hindurch. Die mächtigen Baumstämme waren mit Bastfasern, Weidenruten oder aufgenagelten Querlatten zu Tafeln vereinigt. Die Tafeln bildeten dann, hintereinander gebunden, einen oft kilometerlangen Zug, der Trift oder Traft hieß. Als Flößer betätigten sich fast immer polnische Juden, Flissaken oder Schimken genannt. Im Kaftan und meistens barfuß, konnten sie sich flink bewegen und das ganze Floß mit sehr langen Rudern (Potschen) steuern. Die Dschimken wohnten auf den Triften in einfachen Buden aus Strohgeflecht. Als Hauptnahrung wurden Fässer mit Salzheringen und Sauerkraut mitgeführt, dazu viel Schnaps. Bei Kälte machten sich die Fissaken auf dem Floß ein Feuer. Die einfachen Mahlzeiten, meistens das Abendbrot, wurden am Ufer zubereitet. Das Floß war dann mit Balken im Grund (Schricken) festgelegt. Am Ufer wurden für mitfahrende Frauen und Kinder auch einfache Nachtlager bereitet. Das Leben der Dschimken war mit dem der Zigeuner vergleichbar.
Solche früher häufig zu sehenden Bilder sind, wie der schwermütige Gesang und das Geigenspiel der Flissaken, in der Zwischenkriegszeit verschwunden, als Holzeinschlag und -transport erheblich nachließen.
Diese Flößer waren zu Beginn des 20. Jahrhunderts auch Überträger der Cholera, die sich aus den genannten Waldeinschlagsgebieten bald nach Westen und in größere Städte ausbreitete. Auf den Flößen gab es keine eigene Waschgelegenheit, auch keine Gefäße für die Exkremente. Dagegen wurde beobachtet, dass ihre Kleidung äußerst unsauber und oft mit Läusen oder ähnlichem Ungeziefer besetzt war.